# Wyspy Kerguelena
Wyspy Kerguelena (fr. Îles Kerguelen, dawniej îles de la Désolation) – archipelag obejmujący około 300 skalistych wysp pochodzenia wulkanicznego, położony w południowej części Oceanu Indyjskiego, ponad 5300 km na południowy wschód od Afryki. Wyspy Kerguelena wraz z wyspami Amsterdam (Île Amsterdam), Wyspą Świętego Pawła (Île Saint-Paul), Wyspami Crozeta (Îles Crozet) i Ziemią Adeli (Terre Adélie) należą do Francji i wchodzą w skład Francuskich Terytoriów Południowych i Antarktycznych (roszczenia Francji wobec Ziemi Adeli nie są uznawane przez niektóre państwa). Ich łączna powierzchnia wynosi 7215 km², z tego największa Wyspa Kerguelena (fr. Grande Terre) ma 6675 km². Otacza ją ponad 300 znacznie mniejszych wysp. Wyspy Kerguelena nie są stale zamieszkane. Okresowo przebywali tu niegdyś łowcy fok i wielorybnicy, obecnie pracują tu tylko naukowcy. Najważniejszymi ośrodkami turystyczno-badawczymi są Port-aux-Français i Port Jeanne d'Arc, założony w 1908 przez Norwegów.

## Topografia
Wyspy Kerguelena to skaliste, górzyste wyspy – najwyższym szczytem jest wulkan, Góra Rossa, sięgający 1850 m n.p.m. W czasach historycznych nie stwierdzono aktywności wulkanicznej, ale istnieją aktywne fumarole, a na wyspach częste są trzęsienia ziemi. W centrum Wyspy Kerguelena znajduje się duży lodowiec, Glacier Cook, o powierzchni około 400 km². Wyspy pokrywają liczne strumienie z wodospadami, występują na nich jeziora i gorące źródła. Główna wyspa ma postrzępioną linię brzegową długości 2800 km, poprzecinaną fiordami i obfitującą w półwyspy.

## Budowa geologiczna

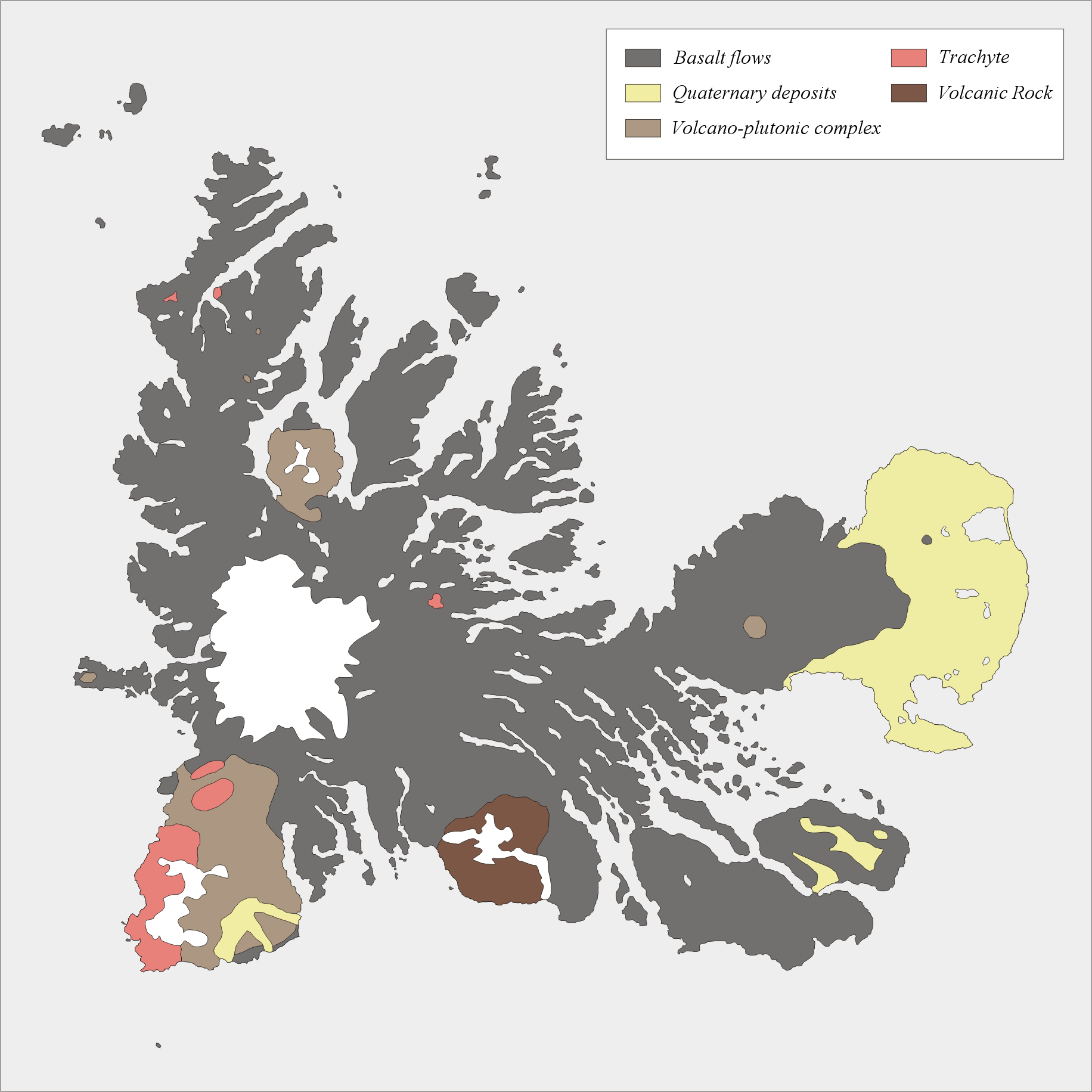
Uproszczona mapa geologiczna wysp Kerguelena

Wyspy Kerguelena leżą na tektonicznej płycie antarktycznej. Są wyniesioną ponad poziom morza częścią Wyniesienia Kergueleńskiego o powierzchni około 2,2 mln km². Ich powstanie wiąże się z istniejącą tam plamą gorąca.

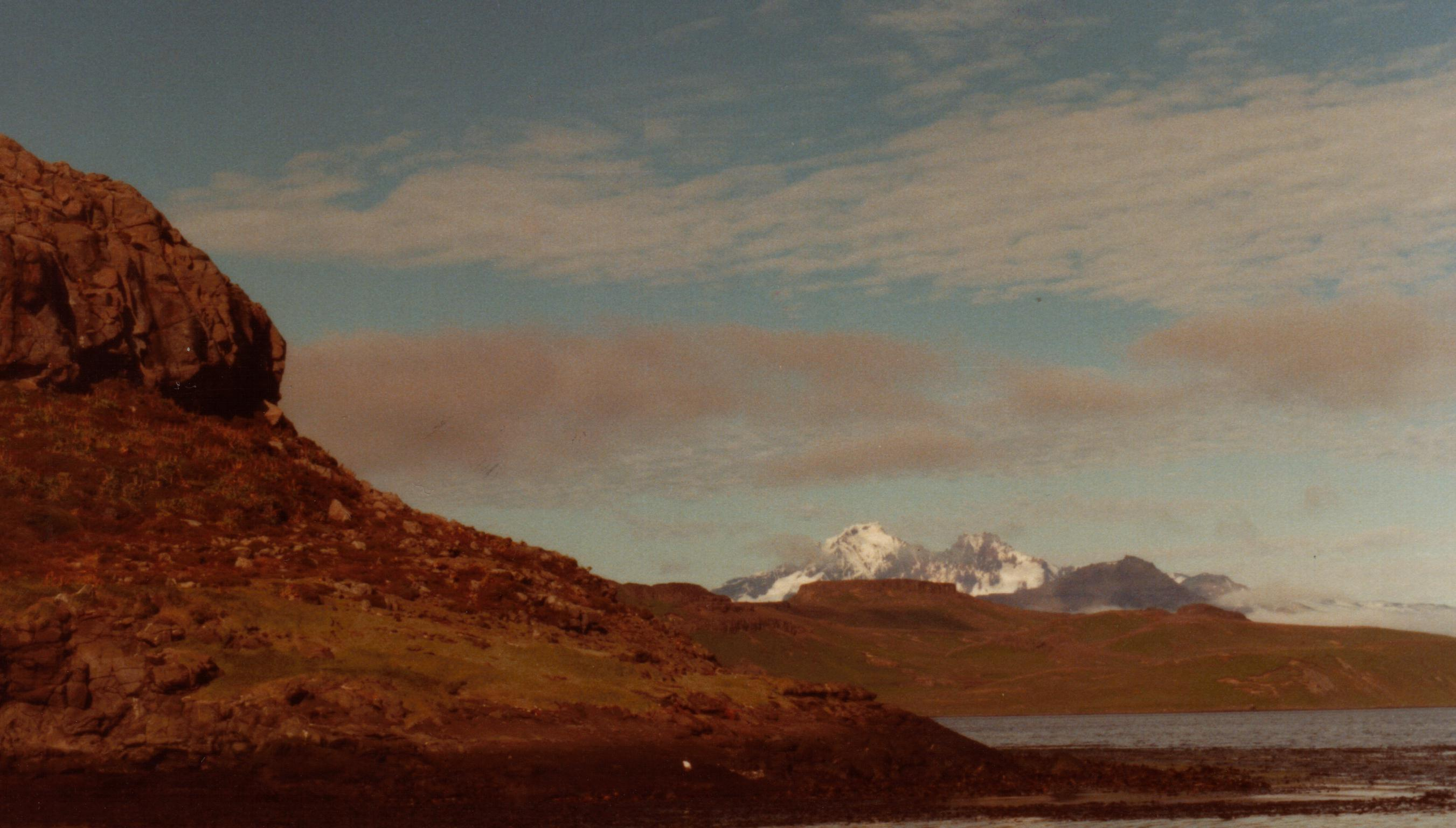
Góra Rossa, najwyższa góra archipelagu.

Wyspy utworzone są głównie ze skał wulkanicznych powstałych około 35 mln lat temu. Zbudowane są z potoków zastygłej lawy bazaltowej, każdy o grubości od 3 do 10 m, leżących jeden na drugim. Grubość całego kompleksu dochodzi do 1200 m. Formy wulkaniczne mają postać schodów lub piramid. Rzadziej występują stratowulkany typu Stromboli, jak Góra Rossa, oraz partie opisywane jako "kompleksy wulkaniczno-plutoniczne", np. na półwyspie Rallier du Baty. Całe wyspy poprzecinane są licznymi żyłami zbudowanymi z trachitów, trachyfonolitów i fonolitów. W czasach historycznych nie zaobserwowano żadnej działalności wulkanicznej, ale w południowo-zachodniej części Wyspy Kerguelena czynne są fumarole.
Częściowe zlodowacenie wysp i spowodowana nim erozja lodowcowa wytworzyła obniżenia (depresje) oraz głębokie doliny w północnej i wschodniej części archipelagu. W wyniku zalania ujść dolin przez morze powstały fiordy. Erozja, a następnie depozycja materiału niesionego przez lodowce wytworzyły kompleksy konglomeratów (tillitów), m.in. na półwyspie Courbeta (fr. Péninsule Courbet) na Wyspie Kerguelena.
Wyspy Kerguelena są częścią mikrokontynentu noszącego nazwę Wyniesienia Kergueleńskiego. W okresie pomiędzy 100 mln lat a 20 mln lat temu trzykrotnie wynurzał się on ponad powierzchnię morza. Zachowały się m.in. skamieniałości tropikalnej fauny i flory sprzed 50 mln lat. Został zatopiony ostatecznie około 20 mln lat temu. Obecnie znajduje się kilometr do dwóch pod powierzchnią oceanu. Skały osadowe Wyniesienia Kergueleńskiego przypominają te, które znajdują się na obszarze Australii i Indii, co wskazuje na ich wspólną historię. Geolodzy studiując budowę Wyniesienia mają nadzieję wyjaśnić w jaki sposób rozpadł się superkontynent Gondwana, obejmujący m.in. Australię, Antarktydę i Indie.

## Klimat
Na wyspach panuje klimat subpolarny, z maksymalnymi temperaturami dochodzącymi latem (grudzień-marzec) do 15 °C. Najwyższa zanotowana temperatura niewiele przekroczyła 20 °C. Wieją tam stale silne wiatry zachodnie (tzw. "ryczące czterdziestki") niosące opady deszczu lub śniegu przez 300 dni w roku.

### Paleoklimat
Około 50 milionów lat temu w regionie tym panował klimat tropikalny, o czym świadczą osady lądowe i skamieniałości drzew, znajdowane zarówno na wyspach, jak i w podwodnej części Wyniesienia Kergueleńskiego. Znaleziska te wskazują, że ponad powierzchnią oceanu znajdowała się wtedy znaczna część płaskowyżu, tworząc dużą wyspę odizolowaną od innych części świata. W niektórych potokach lawowych na obszarze wysp znaleziono fragmenty lignitu oraz sfosylizowane szczątki araukarii, których wiek szacuje się na 14 mln lat.

## Flora i fauna wysp

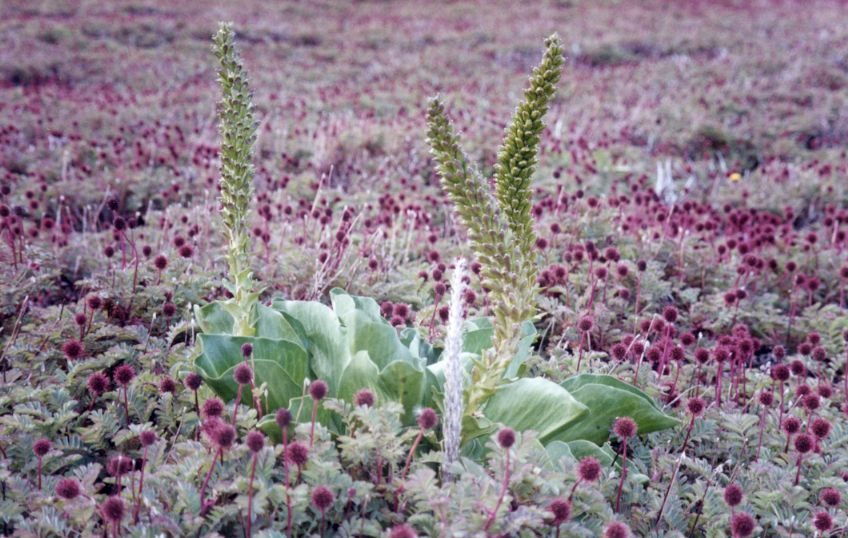
Kapusta kergueleńska w otoczeniu roślin z rodzaju acena

Roślinność wysp jest uboga, typowa dla tundry subantarktycznej: w jej skład wchodzą rośliny zielne, mchy i porosty. Specyficzna Pringlea antiscorbutica, tzw. kapusta kergueleńska (z rodziny kapustowatych) występuje na tym i na kilku sąsiednich archipelagach, a gatunkiem całkowicie endemicznym jest Lyallia kerguelensis z rodziny zdrojkowatych, nie występująca nigdzie indziej na świecie. Dużo bogatsze jest życie roślinne w oceanie, wody przybrzeżne obfitują w duże brunatnice (listownicowce) i różnorodne krasnorosty.
Świat zwierzęcy wysp reprezentuje 30 gatunków ptaków morskich i ssaki płetwonogie. Do gniazdujących na wyspach Kerguelena ptaków należą 4 gatunki pingwinów: pingwin białobrewy, królewski, skalny i złotoczuby, gatunek kaczki: rożeniec krótkosterny (Anas eatoni) oraz endemiczny gatunek kormorana: kormoran kergueleński (Leucocarbo atriceps verrucosus). Ze ssaków na wyspach występują kotik antarktyczny (Arctocephalus gazella), mirunga południowa (Mirounga leonina) i amfitryta lamparcia (Hydrurga leptonyx). U wybrzeży spotkane są walenie, w tym płetwale zwyczajne (Balaenoptera physalus) i kaszaloty spermacetowe (Physeter macrocephalus), a także orki oceaniczne (Orcinus orca) i inne delfinowate.
Występują tu także zwierzęta sprowadzone przez człowieka, m.in. króliki, dzikie koty, owce, a nawet renifery. Jak większość gatunków alochtonicznych (obcych), wyrządzają one duże szkody w środowisku. Koty i szczury pustoszą lęgowiska ptaków morskich, a roślinożercy niszczą rzadką roślinność wysp, przyczyniając się do erozji gleby.

## Historia
Wyspy odkrył 12 lutego 1772 bretoński żeglarz Yves Joseph de Kerguelen-Trémarec, poszukując legendarnego Lądu Południowego. Po powrocie ogłosił, że udało mu się odkryć poszukiwany ląd, który jest ziemią rozległą, żyzną i o umiarkowanym klimacie, co uczyniło go bohaterem. Jednak druga francuska wyprawa zaprzeczyła jego twierdzeniom. Kerguelena pozbawiono zaszczytów i szlachectwa, zrehabilitowany został dopiero na fali rewolucji francuskiej, jako ofiara obalonego reżimu.
W 1776 do wybrzeża wyspy przybił kapitan James Cook, znajdując tam butelkę z informacją o odkryciu, pozostawioną przez drugą wyprawę Kerguelena. Nazwał on wyspę krajem Kerguelena oraz określił ją mianem krainy beznadziejnej.
Na początku XIX wieku była odwiedzana przez łowców wielorybów, po których na długo pozostały warzelnie tranu. Na przełomie 1874 i 1875 ekspedycje brytyjska, niemiecka i amerykańska obserwowały z Wysp Kerguelena przejście Wenus na tle tarczy Słońca 9 grudnia 1874. W 1901 rząd Australii zamierzał odkupić niezamieszkaną wyspę od Francji. Na początku XX wieku badania naukowe wykazały, że wyspa nadawała się do hodowli owiec. W ciągu dwóch miesięcy 1908 roku 16-osobowa ekspedycja upolowała tamże 2249 słoni morskich, po czym nastąpiła przerwa w polowaniach.
W 1922 w Kapsztadzie powstało towarzystwo, które w sile sześciu statków i 100 ludzi zamierzało poławiać tamtejsze foki, słonie morskie, leopardy morskie, celem pozyskania skór i tranu. Przez długi czas wyspę odwiedzali wielorybnicy i łowcy fok, którzy prawie wytrzebili te zwierzęta.

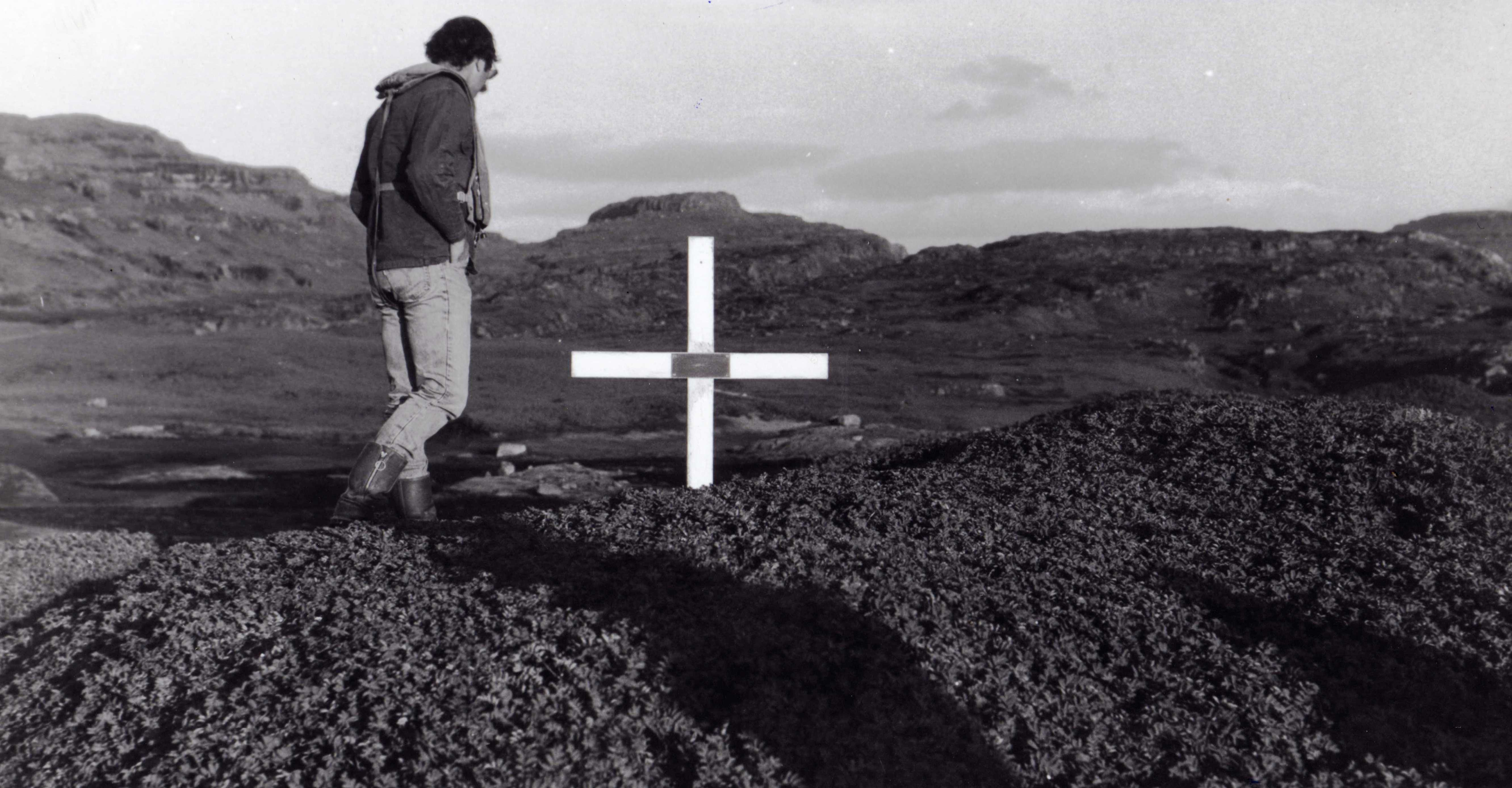
Grób Bernharda Herrmanna na wybrzeżu wyspy

W 1940 roku, w czasie II wojny światowej niemiecki krążownik pomocniczy (rajder) HSK „Atlantis” zawinął na Wyspy w celu uzupełnienia zapasów wody i dokonania drobnych napraw. Jeden z marynarzy, Bernhard Herrmann, zginął w trakcie remontu i został tam pochowany, co później nazwano "najdalej na południe położonym niemieckim grobem wojennym".
Archipelag stanowi oficjalnie część Francji od 1893. Od 1944 działa stacja badawcza Port-aux-Français, w której zimą przebywa ok. 60 osób, w lecie ta liczba wzrasta do 120.
Na początku 1961 pojawiły się doniesienia o planowanej próbie francuskiej bomby wodorowej, rzekomo mającej odbyć się na Wyspach Kerguelena. W 1971 w ramach współpracy Francji i ZSRR zaplanowano wystrzelić stamtąd w kosmos radziecki akcelerator cząstek przy pomocy francuskiej rakiety celem badania cząstek materii w sąsiedztwie Ziemi. Od 1973 z bazy Port-aux-Français prowadzono sondowanie atmosfery przy użyciu radzieckich rakiet meteorologicznych M-100.
W 1975 obszar wokół Wysp Kerguelena penetrował polski statek naukowy-badawczy „Profesor Siedlecki”, dzięki czemu następnie prowadzono przemysłowy połów ryb (gatunki georgianka, kergulena, nototenia, szczękacz, kłykacz). W 1975 do wyspy Kerguelena udała się po raz pierwszy polska załoga (na trawlerze-przetwórni „Vega”) celem połowów ryb.